# 熊野大花火大会
熊野大花火大会（くまのおおはなびたいかい）は、毎年8月17日に三重県熊野市の七里御浜海岸で開催される花火大会。

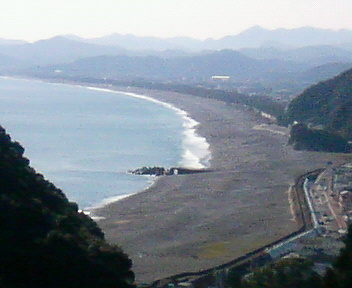
七里御浜

## 概要

### 歴史
熊野花火の起源は250～300年前とされ、現在の熊野市と海上交通が盛んだった三河地方の花火に続く古い歴史と伝統を持つ行事として継承された。幕藩体制の時代には、木本（現：熊野市木本町）の極楽寺で初精霊供養の松引き行事の柱松の花火として、8月16日に簡単な打ち上げ花火が行われた。明治維新までは十数名の花火師が技を競ったという。
1868年（明治元年）堀内信により、柱松の花火が禁止された。この頃の花火は、松揚げ、柳子火車、金山寺、大流星の仕掛花火、連星であった。1877年頃、開催日時が8月21日頃に変わる。1892年、星亨の来県に伴い、極楽寺の芝生で盛大に歓迎花火を打ち上げられたが、それ以降打ち上げ場所が海岸に移る。
大正時代に入ると、追善花火に観光花火の要素が加わり、全盛期を迎える。しかし、第二次世界大戦のため、1945年まで花火大会は中止を余儀なくされた。1946年に花火が復活すると、主催が熊野市観光協会へと移り、1963年に開催日が8月17日と決まる。1999年、世界初の二尺玉4発同時海上自爆を実現した。2020・21・22年は、新型コロナウイルス感染拡大の影響により中止となった。2022年は代わりに熊野市観光協会がクラウドファンディングで寄付金を集め、11月18日に花火が打ち上げられた。2023年は2019年以来4年ぶりに開催される予定だったが、当初予定の8月17日は台風7号の接近による悪天候のため、まず8月22日の予備日に順延が一度は決まった。しかし、その日も大潮の時期と重なり、高波への懸念から安全な会場設営が難しいとして、さらに8月29日に再順延された,

### 見所
- 海上自爆

全速力で走る2隻の船から火の付いた花火を海面に投げ込む花火。
- 三尺玉海上自爆

1993年から実施。海上に浮かべたイカダの上に乗せた三尺玉をその場で爆発させる花火。直径600mに広がる美しい半円を誇る。
- 鬼ヶ城大仕掛

鬼ヶ城の洞窟の反響を利用した爆音と百花園の炸裂が特徴。　

## アクセス

### 鉄道
JR紀勢本線熊野市駅から会場まで徒歩5分。大会当日は臨時列車として名古屋駅 - 熊野市駅間に特急「熊野大花火」が運転されるほか臨時快速・普通列車も多数運行される。復路については熊野市駅を深夜に出発し翌日早朝に名古屋駅に到着する夜行列車に近い形態の列車もある。
単線のため大幅な増発が難しくキャパシティを超えており、混雑のため例年ダイヤ乱れが発生している。詳しくは当該記事を参照のこと。

### 自家用車
大会当日は市内全域で大規模な交通規制が敷かれる。郊外に臨時駐車場が設置され、会場までシャトルバスが運行されている（ただし、一部を除き往路のみの運行）。特に、国道42号線は長い渋滞が発生し、地域生活に支障を来している。土曜日開催であった2013年度（平成25年度）には国道42号和歌山方面で最大26kmの渋滞が発生した。例年、会場から徒歩30分以内の駐車場は午前中には満車となり、花火開始直前には会場から離れた駐車場に誘導され徒歩で最大60分以上の距離があるため、熊野大花火大会関係機関代表者会議では自家用車の場合は午前中の来場を呼び掛けている。
2013年、熊野尾鷲道路が会場にほど近い熊野大泊ICまで開通したが、当日は混雑緩和のため、熊野市方面へはバスやタクシー等を除いた一般車両は全線で通行禁止となる。

## 熊野大花火大会写真コンテスト
熊野市観光協会が主催する熊野大花火大会写真コンテストが毎年開催されている。

## テレビ放送
- 2025年に地上波初放送となり生中継された[7]。

2025年
- アナウンサー：奥村莉子（三重テレビ）[8]
- 出演者：照英、阪口珠美[7]